# Parak Laweh Pulau Air Nan Xx
Parak Laweh Pulau Air Nan Xx is een bestuurslaag in het regentschap Padang van de provincie West-Sumatra, Indonesië. Parak Laweh Pulau Air Nan Xx telt 9509 inwoners (volkstelling 2010).